# جغرافیای گابن
جغرافیای گابن گابن کشوری در آفریقای مرکزی است که در امتداد اقیانوس اطلس، درست در جنوب برج بیافرا قرار دارد.

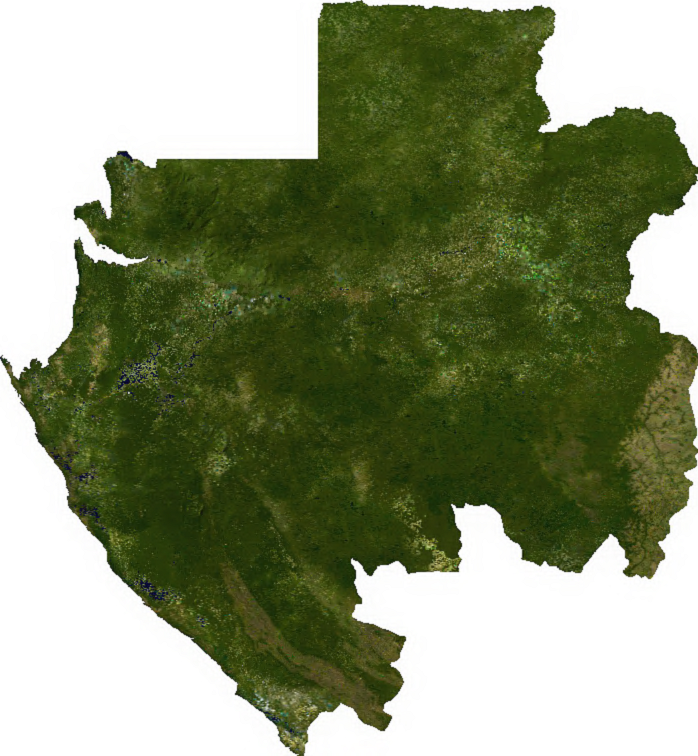
تصویر ماهواره ای گابن

موقعیت گابن

نقشه گابن طبقه‌بندی اقلیمی کوپن

## اقلیم
گابن دارای آب و هوای مرطوب و گرم معمولی مناطق گرمسیری است. گرم‌ترین ماه ژانویه است که میانگین اوج آن در لیبرویل ۳۱ درجه سانتی گراد و متوسط پایین آن ۲۳ درجه سانتی گراد است. میانگین دمای ماه جولای در پایتخت بین ۲۰ تا ۲۸ درجه سانتی گراد است. از ماه ژوئن تا سپتامبر تقریباً هیچ بارندگی وجود ندارد اما رطوبت زیاد است. در دسامبر و ژانویه گاه و بیگاه باران می‌بارد. در ماه‌های باقی مانده، بارندگی شدید است. بارش بیش از حد ناشی از متراکم شدن هوای مرطوب ناشی از ملاقات، مستقیم در ساحل، جریان سرد بنگوئلا از جنوب و جریان گرم گینه از شمال است. در Libreville، میانگین بارندگی سالانه بیش از ۲۵۴۰ میلی‌متر است. در شمال بیشتر در ساحل، ۳۸۱۰ میلی‌متر است.